# 神鷹 (空母)
神鷹（しんよう）は、大日本帝国海軍の航空母艦。

## 概要
軍艦神鷹は、日本海軍の航空母艦。神鷹の前身は、第二次世界大戦勃発によりドイツに戻れず兵庫県神戸港に係留されていたドイツの客船シャルンホルストである。大鷹型航空母艦の4番艦である
1942年（昭和17年）6月上旬のミッドウェー海戦で主力空母4隻を喪失した日本海軍はシャルンホルストを買収、呉海軍工廠で軽空母へ改造する。建造中止になった大和型戦艦4番艦111号艦（呉海軍工廠）より資材を流用。客船から空母への改造には、約1年3ヶ月を要した。
1943年（昭和18年）12月15日に空母として竣工。その際に神鷹と改名した。
1944年（昭和19年）中盤に改造完了後、神鷹は海上護衛総隊に所属して輸送船団護衛任務に従事した。ヒ81船団を護衛中の同年11月17日、済州島沖でアメリカ軍潜水艦のスペードフィッシュの魚雷攻撃を受け、沈没した。

## 特徴
「神鷹（シンヨウ）」の語意は「神の鷹」という意味。この艦名について神鷹の改造に携わった福井静夫は、元の艦名（シャルンホルスト）や仮称艦名「1004番艦」に関連があるのではと推測する。他に候補艦名として飛隼があった。艦型は大鷹型航空母艦。
太平洋戦争中期、日本（神戸港）に取り残されていたドイツの客船シャルンホルストを日本海軍が購入し、空母に改造した軍艦である。
シャルンホルストの要目
- 総トン数：18,184総トン[35]
- 全長：186m
- 全幅：22.50m
- 深さ：13.8m
- 機関：ワグナー式缶4基、ターボ・エレクトリック2基2軸
- 軸馬力：135,000馬力
- 最高速力：21.0ノット
- 乗客定員：311名（1等客156名、ツーリスト155名）
- 乗員：264名
- 所属：北ドイツ・ロイド社
- 竣工：1935年4月30日

神鷹はドイツ製機関部（高温高圧ボイラー、電気推進式）の取扱いが難しく、最終的に日本式のボイラーに交換。また空母としては小型・低速であり、さらに日本海軍は空母用カタパルトを開発できなかった為、神鷹がアメリカ海軍の軽空母や護衛空母のように最前線に投入されることはなかった。
公試成績は以下の通り。
| 年月日     | 種別            | 排水量(トン) | 速力(ノット) | SHP    | rpm   |
| ---------- | --------------- | ------------ | ------------ | ------ | ----- |
| 1943-11-01 | 公試全力(10/10) | 21,148       | 21.965       | 26,000 | 130.3 |
| 1943-12-08 | 終末公試(10/10) | 20,960       | 21.770       | 26,165 | 129.3 |

## 歴史

### シャルンホルスト

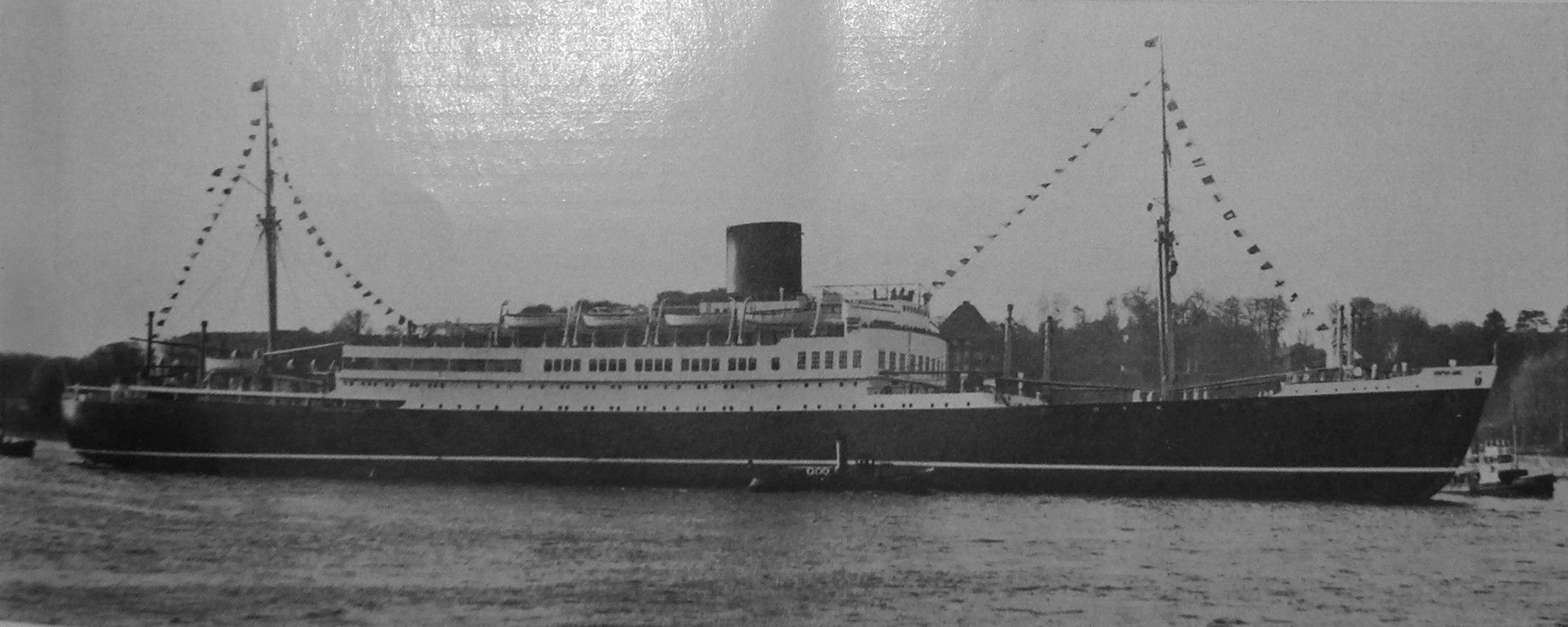
写真は1935年に撮影された貨客船シャルンホルスト。

ドイツの大手海運会社である北ドイツ・ロイド汽船（en:Norddeutscher Lloyd、以下NDL）の貨客船として、ブレーメンのデシマグ社（DeSchiMAG　en:Deutsche Schiff- und Maschinenbau）にて建造された。1930年初頭、NDL社は大西洋航路に大型客船2隻（ブレーメン、オイローパ）を投入し好評を得てたが、太平洋航路では他社との競争が激化し、特に日本郵船は1万トン級貨客船（照国丸、靖国丸、浅間丸）を就役させていた。NDL社はブレーメン号で得た経験をもとに、熱帯海域を通過して長距離航海を行う大型客船3隻（1万8000トン以上、平均速力21ノット、客船数300、大型貨物庫装備）の建造計画をまとめる。これが本級3隻（シャルンホルスト、グナイゼナウ、ポツダム）である。1933年（昭和7年）、NDL社はデシマーク・ウェーザー造船所に客船2隻（シャルンホルスト、グナイゼナウ）、ハンブルクのブローム＆フォス造船所に1隻（ポツダム）の建造契約を結んだ。シャルンホルストの名称は、プロイセン王国軍人ゲルハルト・ヨハン・ダーヴィト・フォン・シャルンホルストに因んで名付けられた。
技術的には電気溶接の大幅な採用と、当時最新のAEG製発電機2基を搭載したターボ・エレクトリック駆動（電気推進）、およびワグナー式高温高圧ボイラーの採用が特徴である。電気推進式は、シャルンホルストがドイツ客船として最初の採用となった。船底は二重底構造。2隻（シャルンホルスト、グナイゼナウ）はマイヤー（Maier船型）だが、ポツダムは発注時別会社だったためバルバス・バウ（球状船首）を採用、艦型に若干の差異がある。バルバス・バウは前述の客船ブレーメン（1928年進水、1929年竣工）で採用されていたが、シャルンホルストはあえてマイヤー型を採用した。
機関もシャルンホルストはターボエレクトリック駆動だが、グナイゼナウは蒸気タービンである。
1934年（昭和9年）12月14日に進水。ナチス・ドイツ政権下で誕生した最初の大型客船であったため、進水式にはナチス政権要人が列席した。
1935年（昭和10年）4月30日に竣工。処女航海は各国の注目を集め、日本でも大きく報道された。極東航路は17,000海里（31,484km）。主な寄港地はハンブルク、ブレーメン、アントワープ、ロッテルダム、サウザンプトン、地中海沿岸大都市、スエズ運河、コロンボ、マラッカ海峡沿岸港、シンガポール、マニラ、香港、上海、横浜、神戸。また同年竣工の姉妹船2隻（グナイゼナウ、ポツダム）も、順次ブレーメン－横浜間の極東定期航路に就航した。シャルンホルストは度々日本に来航した。
一方日本郵船はシャルンホルスト級3隻に対抗する必要に迫られた。欧州航路投入予定の新田丸級貨客船3隻（新田丸、八幡丸、春日丸）を日本海軍の援助で建造したが、この3隻は有事の際に空母に改造することを前提としている。また新田丸級の要目と性能は、シャルンホルストに酷似していた。
のちに新田丸級3隻は大鷹型航空母艦に改造され、春日丸が空母大鷹、八幡丸が空母雲鷹、新田丸が空母冲鷹となった。同様の経緯で橿原丸級貨客船2隻（橿原丸、出雲丸）は隼鷹型航空母艦2隻（隼鷹、飛鷹）に改造され、いずれも1942年（昭和17年）中に就役した。あるぜんちな丸級貨客船2隻（あるぜんちな丸、ぶらじる丸）のうち「ぶらじる丸」は米潜水艦に撃沈され（1942年8月5日）、あるぜんちな丸のみ空母海鷹となった。
1939年（昭和14年）8月16日、シャルンホルストは神戸港を出港、8月28日にマニラに寄港した後シンガポールへ向かっていた時にドイツからの暗号無電を受け、再びマニラ帰投。9月1日に神戸港へ戻る。本船は第二次世界大戦勃発によりドイツへ帰れなくなり、そのまま神戸港で係留された。浅間丸事件のように、イギリス海軍に拿捕される危険があった為という。乗組員・乗客は当時まだ国交があったソ連のシベリア鉄道を経由してドイツに帰国した。その後、シャルンホルストは約3年間も神戸港に繋留・放置された。

### 神鷹

#### 空母化
シャルンホルストが日本海軍に譲渡された正確な時期は不明である。1942年（昭和17年）春、ドイツ大使館は日本側にシャルンホルストの譲渡を申し入れた。4月30日、呉鎮守府戦時日誌にシャルンホルストが徴用されていたことを示す記載がある。
同年6月5日のミッドウェー海戦で日本海軍は正規空母4隻（赤城、加賀、蒼龍、飛龍）を喪失した。日本側は赤城の代艦として空母グラーフ・ツェッペリンを希望したが、極東への回航は不可能とドイツ側に拒否された。ドイツがグラーフ・ツェッペリンの代替として指定したのが、神戸港に係留されていたシャルンホルストであった。日本政府の駐日ドイツ大使館との交渉によってドイツからシャルンホルストの売却の約束を取り付ける（戦争終結後、ドイツに船価の2倍を支払う約束だった）。福井静夫（海軍技術少佐）は、シャルンホルストの空母改造はドイツ側に実物見本を示すことにあったと回想している。また日本海軍はドイツ本国に残された高速貨客船（グナイゼナウ、ポツダム、ブレーメン、オイローパ）の空母改造を要望し、「日本に回航してくれれば、日本海軍の手で空母に改造する」と提案している。ドイツ側でもこれら商船の空母改造は検討されていたが、グラーフ・ツェッペリンを含め1隻も空母として就役する事はなかった。
6月12日、シャルンホルストは呉軍港に到着した。
6月30日、日本海軍は昭和18年度において本艦以下5隻（あるぜんちな丸、シャルンホルスト、千歳、千代田、ぶらじる丸）の空母改造を決定（官房機密第8107号）。
7月1日、シャルンホルストの接受および保管の命令が出される。9月（6月30日とも）から呉海軍工廠で空母への改造工事が始まった。仮称「1004号」艦。
同時期、呉海軍工廠では冲鷹（新田丸）の空母改造と、戦艦伊勢の航空戦艦改造を行っていた。シャルンホルストにも大和型戦艦4番艦111号艦の資材が流用された。福井静夫（海軍技術将校、神鷹改造担当）は「神鷹の上部構造は、換言すれば第111号艦の化身ともいえる」と回想している。
またシャルンホルスト級と新田丸級貨客船は艦型が酷似しているため、改造要領はほぼ同じだった。ただし、詳細な構造図面がドイツ本国にあったことから、呉海軍工廠の現場努力で図面を作成している。
艦橋は飛行甲板最前部下部に設けられ、フラットタイプ型の空母となった。これは空母龍驤や瑞鳳型航空母艦（瑞鳳、祥鳳、龍鳳、千歳、千代田）と同様で、日本海軍小型空母の共通構造である。神鷹の排水量は雲龍型航空母艦に匹敵し、船体の大きさから格納庫上下二層設置も充分可能だった。だが、資材を節約し建造期間を縮めるため、大鷹型と同様に格納庫一層となった。神鷹（シャルンホルスト）は新田丸級より若干大型であるため、搭載機数および飛行甲板幅も幾分大きい。陸揚げされた客船時の艤装品は呉海軍工廠関係者の宿泊時に用いられた。
だが、神鷹は試験運転の際から機関系統のトラブルが続出していた。
1943年（昭和18年）10月上旬から試験を開始。故障と修理を繰り返し、11月1日に全力公試を実施（2万6000軸馬力、21.97ノット）。12月8日に終末運転公試を行い、12月15日、シャルンホルストの空母への改造が完了。日本海軍は正式にシャルンホルストを神鷹と命名。大鷹型航空母艦に類別した。
神鷹の試運転で適確な指導をおこなっていた石井藝二大佐も、神鷹艦長に任命される。石井大佐は、空母鳳翔や赤城副長を経て、春日丸（大鷹）艤装員長、橿原丸（隼鷹）艤装員長、冲鷹艤装員長等を歴任。客船改造空母の艤装員長を次々に担当し、操艦に熟達していた。
同日附で神鷹艤装員事務所も撤去された。竣工した神鷹は舞鶴鎮守府所属となり、警備艦に指定される。
12月15日の竣工と同時に、神鷹は呉鎮守府部隊（司令長官野村直邦中将、参謀長大西新蔵少将）に編入される。
12月20日附で呉鎮部隊から除かれ、海上護衛総司令部部隊に編入される。
12月24日から30日まで因島船渠に入渠、31日に呉に回航された。
海軍に引き渡されたものの、審議会は実用に堪えない神鷹の機関換装を決定することとなる。
結局、主缶のワグナーボイラーを日本海軍のボイラーに切り替えるという再改修工事をおこなった。広海軍工廠にあった実験用大型艦罐二基を流用することになり、飛行甲板・格納庫甲板等を切り開いて機関部を入れ替えた。この工事に約三ヶ月を要し、1944年（昭和19年）3月に使用可能となった。舞鶴海軍工廠では神鷹の機関部の予備品を準備していたが、無駄になったという。福井静夫は「換言すれば、われわれは盟邦ドイツの技術の優秀さにとうていついて行けなかったともいえる。」と回想している。ただし、ワグナー缶を搭載したドイツ駆逐艦は頻繁に故障を起こしており、このボイラーそのものが欠陥を抱えていた可能性も指摘される。
またアメリカ海軍の艦艇で広く採用されていた電気推進（ターボ・エレクトリック式）の機関も、日本海軍では神鷹以外に水上機母艦神威（アメリカに発注・ニューヨーク造船所建造艦）しか実績がなく、機関科は戸惑う事になった。
シャルンホルスト時代は最大発揮速力は約23ノット可能だったが、上述のように日本式ボイラーへの換装、飛行甲板や武装の設置による復元性の悪化から両舷にバルジを設けた結果、重量と水中抵抗の増大により速力も21-22ノットに低下した。合成風力の低下により新型の天山艦上攻撃機、彗星艦上爆撃機の発艦（実戦運用）は不可能となり、旧式の九七式艦上攻撃機、九九式艦上爆撃機を使用する事になった。飛行機搭載数は常用27機・補用機6の合計33機で大鷹型5隻（大鷹、雲鷹、冲鷹、海鷹、神鷹）の中では最も多かった。
神鷹が竣工する約一ヶ月前の1943年（昭和18年）11月15日、日本海軍は海上交通保護および対潜掃蕩を主任務とする海上護衛総司令部を設置した。
主要職員は、司令長官及川古志郎海軍大将、参謀長島本久五郎少将、首席参謀後藤光太郎大佐、作戦参謀大井篤中佐等。

#### 海上護衛総隊
神鷹竣工と同日（12月15日）、日本海軍はシーレーン防衛飛行隊として第九〇一海軍航空隊（司令上田俊二中佐）を編成した。また同日附で大鷹型空母3隻（大鷹、雲鷹、海鷹）は海上護衛総司令部部隊に編入。
12月20日附で神鷹も海上護衛総司令部部隊に編入された。
1944年（昭和19年）1月8日、空母2隻（神鷹、海鷹）、吹雪型駆逐艦3隻（電、響、薄雲）はシンガポールに向け呉を出発したが、神鷹の機関故障により佐伯市（大分県）に仮泊した。
神鷹は呉に回航され、シンガポールには3隻（海鷹、電、響）のみが向かった。
連合艦隊は神鷹と護衛2隻（吹雪型駆逐艦〈薄雲〉、夕雲型駆逐艦〈玉波〉）に輸送任務を命じた。
1月19日、神鷹は徳山沖で試運転を行うが、21日に呉へ回航された。
結局、薄雲と玉波も別任務に投入されている。
2月1日、護衛空母の飛行機隊の訓練・整備を担当する部隊として、第九三一海軍航空隊（司令大塚秀治中佐）が編成された。
2月11日、神鷹の修理工事完了。
3月以降、修理・訓練を終えた大鷹型空母各艦は、順次南西方面航路の護衛に投入された。
3月25日、呉練習戦隊に所属していた香取型練習巡洋艦2隻（鹿島、香椎）より香椎が海上護衛総司令部部隊に編入された。
神鷹は6月29日に第九三一海軍航空隊の九七艦攻14機を搭載。瀬戸内海で着艦訓練を実施（1機を事故で喪失）。
7月6日附で、第一海上護衛司令官の作戦指揮下に入った。
その後、神鷹はシンガポール航路の石油船団であるヒ船団の護衛に従事した。
最初の護衛航海は、1944年（昭和19年）7月14日に門司出航のヒ69船団（輸送艦船14隻）だった。同行する空母3隻（大鷹、海鷹、神鷹）のうち対潜哨戒機を搭載していたのは神鷹のみである（大鷹、海鷹は航空機輸送任務。神鷹も局地戦闘機雷電10機を輸送）。
旗艦は練習巡洋艦香椎（指揮官、第五護衛船団司令官吉富説三少将）、護衛部隊は6隻（香椎、神鷹、千振、佐渡、第七号海防艦、第十七号海防艦）。
7月18日、第十七号海防艦が米潜水艦タイルフィッシュ (USS Tilefish, SS-307) の雷撃で中破。
同艦は高雄市（台湾）に回航された。
他に被害はなく、20日マニラ（フィリピン）着。ここで輸送用航空機を陸揚げした大鷹と海鷹はヒ69船団から分離（それぞれ別の船団に合流して内地へ帰投）。ヒ69船団は海防艦2隻（第13号、第19号）を加えて25日出港、31日にシンガポールへ到着した。航海中の7月16日午後、神鷹の搭載機が敵潜水艦を発見し護衛艦と共同撃沈したとの報告があるが、対応する米潜水艦はいない。
8月2日、南西方面艦隊は損傷修理のため内地に帰投させる予定の軽巡洋艦北上（マニラ停泊中）をヒ70船団に同航させたいと申し入れた。
第五護衛船団司令官は台湾海峡を通過すると通告する。そこで加瀬三郎北上艦長は、同艦をヒ70船団に途中合流させる旨を報告した。
8月4日（8月5日）、ヒ70船団は護衛艦（練習巡洋艦〈香椎〉、空母〈神鷹〉、秋月型駆逐艦〈霜月〉、海防艦〈千振、佐渡、第13号、第19号〉）とタンカー8隻でシンガポールを出発。
途中でマニラから来た軽巡北上が船団に加わる。
8月12日、ヒ70船団の海防艦2隻（佐渡、13号）と神鷹の搭載機が米潜水艦撃沈を報告しているが、対応する艦は存在しなかった。佐渡はヒ70船団から分離後、馬公市でヒ71船団に合流した。
8月15日、神鷹以下ヒ70船団は門司へ戻った。神鷹は呉へ、北上は佐世保へ、霜月は横須賀へ、それぞれ回航された。
8月18日、ヒ71船団を護衛していた空母大鷹がアメリカ潜水艦の雷撃により撃沈された。
神鷹と香椎が呉海軍工廠で修理・整備中の8月20日、日本海軍は旧第三水雷戦隊の戦力を基幹として、対潜掃蕩を主任務とする第三十一戦隊（司令官江戸兵太郎少将）を編成、連合艦隊に編入した。従来の第三水雷戦隊司令部（司令官中川浩少将）はサイパン島の戦いで全滅していたのである。整備を終えた神鷹も第三十一戦隊と行動を共にする。
9月上旬、神鷹の整備は終了。神鷹は第八護衛船団司令官佐藤勉少将を指揮官とするヒ75船団に加わる。
編成は、護衛部隊（空母〈神鷹〉、第30駆逐隊〈夕月、卯月〉、海防艦3隻〈三宅、満珠、干珠〉）、加入船舶（秋津洲、西貢丸、浅間丸、雄鳳丸、良栄丸、日栄丸、万栄丸、あまと丸、東邦丸、せりあ丸）。
9月8日、ヒ75船団はシンガポールを目指して日本本土（門司）を出撃した。
9月11日午前9時、駆逐艦夕月と神鷹搭載機がアメリカ潜水艦撃沈を報告したが、対応艦はなかった。また神鷹搭載機が着艦に失敗して海中に転落、搭乗員は三宅に救助された。
9月12日夕刻に浅間丸は台湾基隆市へ向かい、残るヒ75船団は9月13日に高雄市へ到着した。
9月14日、護衛艦3隻（第十八号海防艦、水雷艇鵯、第28号掃海艇）と油槽船3隻（富士山丸、黒潮丸、大邦丸）を加えて出港する。
9月17日、水上機母艦秋津洲と特設巡洋艦西貢丸、30駆司令澤村成二大佐指揮下の第30駆逐隊（夕月、卯月）はヒ75船団から分離してフィリピンマニラ港へ向かうが、このあと西貢丸は米潜水艦に撃沈され、秋津洲はコロン島（コロン湾）で空襲を受け撃沈された。
9月22日、ヒ75船団はシンガポールに到着。シンガポール停泊中、神鷹搭載の九七式艦上攻撃機はマラッカ海峡やペナン沖で対潜掃蕩作戦を実施したが、戦果はなかった。
続いて神鷹はシンガポール発のヒ76船団を護衛する。護衛艦（神鷹、倉橋、三宅、干珠、満珠、二八号、鵯）、加入船舶（常北丸、黒潮丸、東邦丸、冨山丸、タラカン丸、日栄丸、良栄丸、君川丸、せりあ丸）。
10月2日（3日とも）、ヒ76船団はシンガポールを出撃。途中、元特設水上機母艦君川丸がアメリカ潜水艦ベクーナの雷撃で損傷した。
沖縄空襲（十・十空襲）や台湾沖航空戦を避けるため10月11日より三亜港（海南島）に避退・待機。15日（16日）に出発するが、アメリカ軍機動部隊のフィリピン空襲を受けて海南島に引き返した。
10月18日、あらためて海南島を出港。一部部隊（倉橋、二八号、日栄丸、良栄丸）等はリンガ泊地に在泊していた第一遊撃部隊（指揮官栗田健男第二艦隊司令長官、旗艦愛宕）の命令により船団から分離、三亜港にとどめられた。タンカー2隻（日栄丸〔コロン湾着〕、良栄丸〔馬公市着〕）はレイテ湾へ向かう第一遊撃部隊（栗田艦隊）や第二遊撃部隊（指揮官志摩清英第五艦隊司令長官、旗艦那智）に燃料補給を実施した。
10月22日、台湾海峡南岸でB-24爆撃機の触接を受け神鷹は船団から分離して先行、残る船団(帝北丸、新東邦丸、黒潮丸）等は馬公市に退避した。24日六連（山口県）を経て25日佐伯市（九州大分県）に到着した。搭載14機のうち、航海中に3機を喪失している。
神鷹は10月26日から11月6日まで呉海軍工廠で修理を実施した。
1944年（昭和19年）11月中旬、神鷹はマニラ行きの軍隊輸送船（第23師団）と、シンガポール行きのタンカーで編成されたヒ81船団の護衛任務に従事する。
船団指揮官は第八護衛船団司令官佐藤勉少将。
ヒ81船団は、護衛艦艇（海防艦〈對馬、択捉、昭南、久米、大東、第九号、第六一号〉、空母〈神鷹〉、松型駆逐艦〈樫〉）、加入船（聖川丸〔旗艦〕、摩耶山丸、吉備洋丸、あきつ丸、神州丸、タンカー〈音羽山丸、東亜丸、みりい丸、ありた丸、橋立丸〉）によって編成されていた。当事の神鷹乗組員定員は948名で、便乗者推定約1200名が乗艦した。
日本軍（大本営、日本陸軍）はノモンハン事件で敢闘した第23師団に大きな期待を寄せており、マニラ到着後は直ちにレイテ島地上戦に投入予定であった。
1944年（昭和19年）11月13日、ヒ81船団は門司を出撃した。
神鷹は船団最後尾につき、駆逐艦樫が直衛についた。大井篤によれば、石井少将（神鷹艦長）は僚艦（大鷹、雲鷹）の仇を討ちに行くと意気込んでいたという。九州の伊万里湾から東シナ海を横断し、中国東岸の舟山列島の経由でマニラ・シンガポール方面へ向かった。ところが、対馬海峡付近でアメリカ軍の潜水艦群に完全に探知されてしまった。
11月15日、五島列島西の海上で陸軍特殊船あきつ丸（戦史叢書表記では秋津丸。四式肉薄攻撃艇約100隻積載）がアメリカ潜水艦クイーンフィッシュの雷撃で撃沈された。沈没地点北緯33度17分 東経128度11分 / 北緯33.283度 東経128.183度。戦死者2300名以上。
このため船団は危険を感じ途中で針路を変え、巨済島や済州島の島影に避泊しながら舟山列島を目指し航行を続けた。
だが再びアメリカ軍の大型機に遭遇、通報された。神鷹は高角砲射撃を行うが命中しなかった。
11月17日18時12分、陸軍特殊船摩耶山丸（9433トン）が北緯32度17分 東経124度45分 / 北緯32.283度 東経124.750度地点で、アメリカ潜水艦ピクーダの雷撃に遭い沈没した。戦死者2000名以上に加え、第23師団の司令部要員多数が戦死、師団司令部は機能を喪失した。
当事、夜間となり神鷹搭載の九七艦攻は着艦を余儀なくされていた。
同日23時、船団より神鷹に「右45度、怪シキ黒影見ユ」の連絡があり、神鷹は樫に「45度、敵潜水艦ラシキモノ見ユ、掃討セヨ」を発信した。
ところが23時5分、アメリカ潜水艦スペードフィッシュが発射した魚雷6本のうち4本が神鷹の右舷に命中した。この魚雷の爆発によって航空機用燃料槽が爆発、大量のガソリンの爆発により大火災が発生。被雷から約10分後、神鷹の石井艦長は総員退去を命令した。
退艦命令発令から約20分後、神鷹は艦尾から沈没した。沈没地点記録北緯32度59分 東経123度18分 / 北緯32.983度 東経123.300度。もしくは北緯33度02分 東経123度38分 / 北緯33.033度 東経123.633度。神鷹の生存者は61名、戦死認定は石井少将（中将へ進級）以下1165名であった。
あきつ丸、摩耶山丸、神鷹の沈没により第二十三師団はフィリピン地上戦投入前に大損害を受け、その後のレイテ島地上戦に多大な影響を与えた。
1945年（昭和20年）1月10日、神鷹は大鷹型航空母艦、帝国軍艦籍籍のそれぞれから除籍された。。

## 艦長
- 石井芸江 大佐/少将：1943年12月15日[80] - 1944年11月17日戦死（1944.10.15、海軍少将[189]。戦死により中将に特進）[203][208]